# Розьер (Ардеш)
Розье́р (фр. Rosières, окс. Rosèiras) — коммуна во Франции, находится в регионе Рона — Альпы. Департамент коммуны — Ардеш. Входит в состав кантона Жуайёз. Округ коммуны — Ларжантьер.
Код INSEE коммуны — 07199.

## Климат
Климат средиземноморский, с тёплым летом и дождливой осенью.

## Население
Население коммуны на 2008 год составляло 1097 человек.
| 1962 | 1968 | 1975 | 1982 | 1990 | 1999 | 2008 |
| ---- | ---- | ---- | ---- | ---- | ---- | ---- |
| 834  | 786  | 804  | 831  | 911  | 993  | 1097 |

| Год  | Численность | Численность |
| ---- | ----------- | ----------- |
| 1968 | 786         | [ 6 ]       |
| 1975 | 804         | [ 6 ]       |
| 1982 | 831         | [ 6 ]       |
| 1990 | 911         | [ 6 ]       |
| 1999 | 993         | [ 6 ]       |
| 2006 | 1073        | [ 6 ]       |
| 2011 | 1192        | [ 6 ]       |
| 2013 | 1199        |             |
| 2015 | 1188        | [ 7 ]       |
| 2016 | 1229        | [ 8 ]       |
| 2017 | 1190        | [ 9 ]       |
| 2018 | 1219        | [ 10 ]      |
| 2019 | 1249        | [ 11 ]      |
| 2020 | 1280        | [ 12 ]      |
| 2021 | 1296        | [ 13 ]      |
| 2022 | 1307        | [ 4 ]       |

## Экономика
В прошлом основу экономики составляло сельское хозяйство, в том числе виноградарство. В настоящее время основной доход жителям приносит туризм.
В 2007 году среди 629 человек в трудоспособном возрасте (15—64 лет) 417 были экономически активными, 212 — неактивными (показатель активности — 66,3 %, в 1999 году было 65,4 %). Из 417 активных работали 347 человек (196 мужчин и 151 женщина), безработных было 70 (32 мужчины и 38 женщин). Среди 212 неактивных 51 человек были учениками или студентами, 85 — пенсионерами, 76 были неактивными по другим причинам.

## Фотогалерея
- Церковь Сен-Жозеф-де-Бальбьяк
- Церковь
- Памятник погибшим в Первой мировой войне